# Kallima sumbae
Kallima sumbae är en fjärilsart som beskrevs av Van Eecke 1933. Kallima sumbae ingår i släktet Kallima och familjen praktfjärilar. Inga underarter finns listade i Catalogue of Life.